# Dmitrij Jegorow

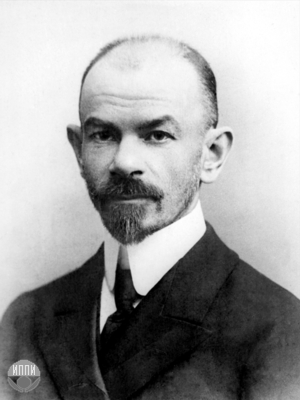
Dimitri Jegorow

Dmitrij Fiodorowicz Jegorow (ros. Дмитрий Фёдорович Егоров; ur. 22 grudnia 1869 w Moskwie, zm. 10 września 1931 w Kazaniu) – rosyjski matematyk znany za wkład w rozwój geometrii różniczkowej, teorii funkcji rzeczywistych, rachunku wariacyjnego i teorii równań całkowych.

## Życiorys
W 1887 podjął studia na Uniwersytecie Moskiewskim, w 1892 opublikował swój pierwszy artykuł naukowy. W 1901 doktoryzował się. Od 1903 był profesorem Uniwersytetu Moskiewskiego, gdzie stworzył własną szkołę zajmującą się głównie teorią funkcji rzeczywistych. Wśród członków tej grupy był też sławni studenci Jegorowa, Nikołaj Łuzin i Paweł Aleksandrow.
W 1923 Jegorow został dyrektorem Instytutu Mechaniki i Matematyki Uniwersytetu Moskiewskiego. Ponieważ starał się chronić tych członków społeczności akademickiej którzy byli prześladowani za przekonania oraz sprzeciwiał się narzucaniu marksizmu na środowisko akademickie, zwolniono go z tej pozycji w 1929. Później został aresztowany i osadzony w więzieniu. Z powodu złego stanu zdrowia przeniesiony do szpitala w Kazaniu, wkrótce potem zmarł.